# Agave sisalana

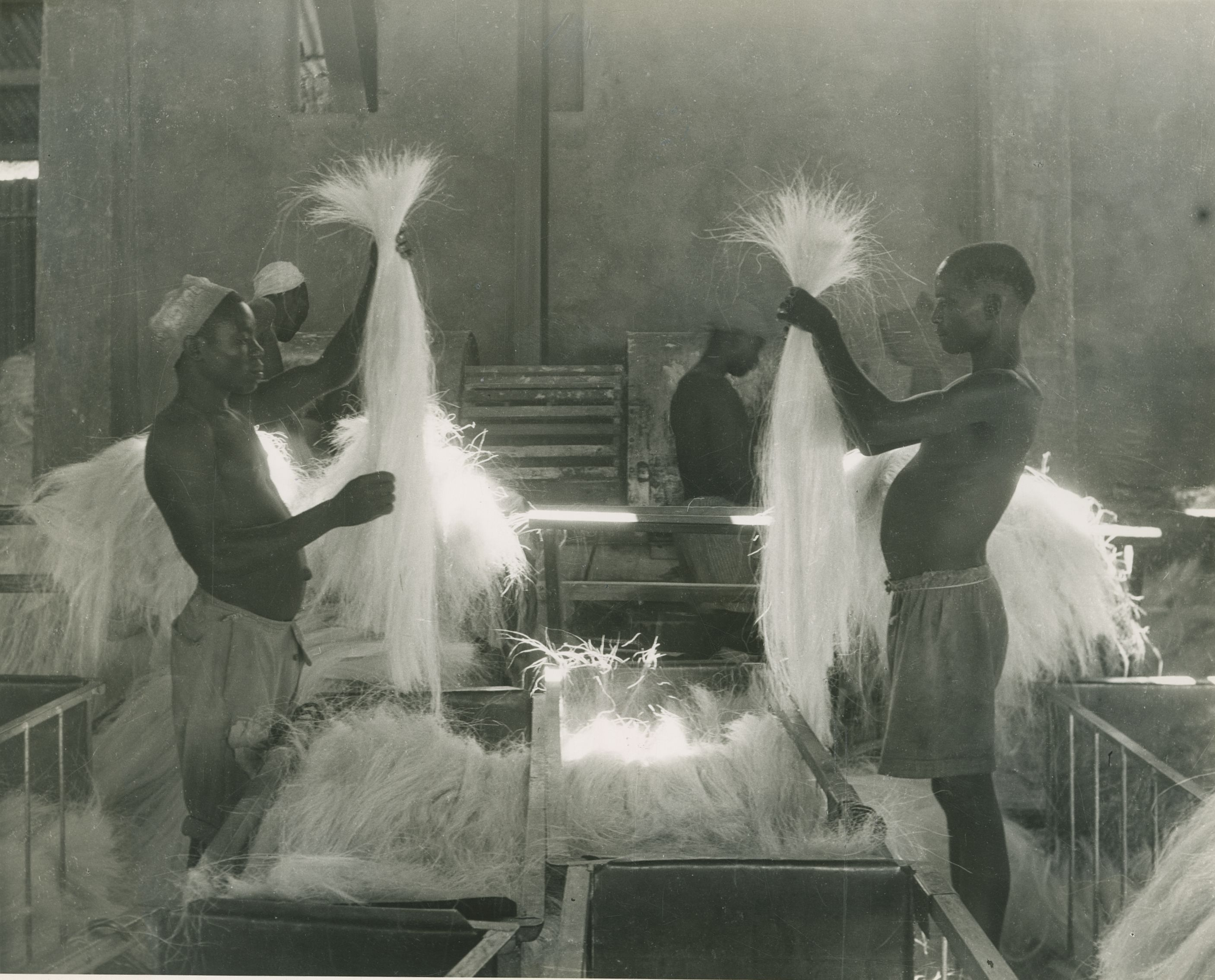
Selezione manuale di fibre di sisal prima del lavaggio, in Tanzania nel 1959

Agave sisalana Perrine è una pianta succulenta della famiglia delle Asparagacee, originaria del Messico. Comunemente chiamata sisal, è attualmente coltivata in molti altri paesi perché dalle sue foglie si ricava una fibra molto resistente, ampiamente utilizzata in tutto il mondo.

## Etimologia
Il nome della pianta, già utilizzata dalle popolazioni locali, deriva e si confonde con il nome delle fibre che se ne ricavano; queste a loro volta presero il nome di sisal dalla città di Sisal nello Yucatán, dal cui porto coloniale spagnolo avveniva l'esportazione.

## Descrizione
A. sisalana è composta da una rosetta di foglie diritte lunghe 90–130 cm x 9–12 cm. La pianta adulta, nelle coltivazioni, può raggiungere un diametro di 2 metri ed un'altezza totale fino ad 1,50 m. 
Le foglie non presentano spine o denti laterali evidenti, ma, nelle piante giovani, solo una lieve seghettatura percepibile quasi solo al tatto che svanisce nelle foglie mature. La spina apicale è conica, corta e di colore bruno, lunga 2-2,5 cm. 
Come la quasi totalità delle agavi, raggiunge la maturità solo una volta, generando uno scapo fiorifero di dimensioni molto grandi relativamente alla pianta, e la stessa pianta muore pochi mesi dopo la fioritura.
Lo scapo fiorifero è alto 5-6 metri, con 10-15 rami laterali posti nella metà superiore con alle estremità i fiori posti ad ombrella. Sul fusto insieme ai fiori si formano anche piantine (impropriamente bulbilli), con densità variabile.

## Usi
La fibra tessile ricavata dalle sue foglie (detta sisal) è utilizzata per la costruzione di corde, spaghi, ceste, tappeti e altri manufatti artigianali.
Etichettatura tessile
- Sigla SI

## Riferimenti nella cultura
L'agave sisalana figura nello stemma e nella bandiera di Turks e Caicos.